# Паркия красивая
Паркия красивая (лат. Parkia speciosa, индон. petai) — тропическое дерево, вид растений из рода Паркия (Parkia) семейства Бобовые (Fabaceae). Культивируется в качестве пищевого растения в странах Юго-Восточной Азии.

## Ботаническое описание
Дерево высотой до 30 метров с раскидистой кроной. Кора красновато-коричневая. Листья двоякоперистые, длиной до 30 см, насчитывающие 14—18 пар листиков первого порядка и до 38 листиков второго порядка. Цветки многочисленные, коричневато-жёлтые, собраны в весьма примечательные соцветия грушевидной или булавовидной формы, размером около 4 см, свисающие с ветвей на длинных (до полуметра) цветоносах.
Плоды — плоские штопорообразно закрученные вдоль продольной оси коричневато-зелёные бобы длиной до 45 см, растущие пучком. Содержат до 18 белых округлых или яйцевидных семян, окружённых мучнистой жёлтой или оранжевой пульпой.

## Значение и применение
Недозрелые семена можно использовать в пищу в сыром виде, но чаще их тушат или отваривают, поскольку семена имеют очень неприятный запах, который при обработке теплом исчезает. 
|                                               |
| семена растения в составе малайзийского блюда |

Спелые высушенные семена также варят после предварительного замачивания или делают из них муку. Кисловато-сладкая пульпа из плодов используется как приправа. Молодые листья и головки соцветий также съедобны.
Деревья часто паркии красивой высаживают для затенения в населённых пунктах и на кофейных плантациях. Семена используются в местной народной медицине как противоотёчное и противоглистное средство.